# Заговор в Томске
Польский заговор 1814 года в Томске — организованный военнопленными поляками из Наполеоновской армии заговор с целью захвата в свои руки правительственной власти в Томске. Провозгласив основы нового государственного строя, мятежники собирались двинуться из Сибири во внутренние губернии России, на помощь Наполеону, который, по мнению заговорщиков, должен был вторгнуться в Россию четырьмя армиями.

## Организация заговора
Во время пасхальных праздников, днём, на улице в Томске случайно собрались около 10-12 человек военнопленных, которые по предложению П. Зеленского, отправились в гости к Франциску Чернецкому. В этой группе кроме Зеленского были ещё и Яков Шульц, Михаил Вербицкий, Валентин Срединский, Лука Малышко, Иоганн Вольчук, Матеус Ольшевский, Матвей Рудницкий, А. Пионтковский и другие. Явившись к Чернецкому, они застали там пришедших ещё раньше Коноповица и Зевельта, ссыльного Мартына Вонсовича. После распития спиртных напитков стали обсуждать план заговора. От Чернецкого вся компания перешла в дом Вонсовича.
Во время застолья один из военнопленных солдат не вытерпел и, подняв рюмку с вином, высказал мысль: «Мы пьём вино твоё, а думаем о жизни нашей». Часть собеседников, отделившись от остальных, вызвала Вонсовича к двери на крыльцо. Вонсовичу сказали, что всех военнопленных разослано по Сибири около 60 тысяч человек, в Томске же всего около ста. Таким образом, Вонсович стал соучастником заговора. По словам самого Вонсовича, за отказ ему пригрозили смертью, и тогда он, опасаясь за свою жизнь, вынужден был дать своё согласие. Однако заговорщики этим не ограничились и заставили Вонсовича на коленях поклясться в верности. В случае измены он был бы повешен. Кто именно из пленных солдат заставил Вонсовича дать эту клятву, заговорщик на допросе не сказал, однако из показаний подсудимых можно предположить, что в числе лиц, уговаривавших Вонсовича, были Пионтковский и Рудницкий.
После того, как Вонсович дал согласие на участие в заговоре, заговорщиками тут же был намечен и приблизительный план ближайших действий. Прежде всего было решено, что Вонсович удалит из своего дома всех лишних людей, то есть жильцов. Эта мера была предпринята в целях конспирации.
Пленные поляки стали заходить к Вонсовичу чаще, чем раньше. Вонсовичу было велено склонять и других ссыльных к участию в заговоре. Вонсовичу сообщили, что когда придёт повеление от их руководителя, то они должны быть в полной боевой готовности. Имени этого руководителя Вонсовичу не сообщили, сказав лишь, что он с ним знаком.
Из материалов следственного дела видно, что ему и Бенедикту Зевельту Конопович рассказывал о том, что он получил письмо из Омской крепости. Письмо это было написано не чернилами, а невидимым шрифтом. В письме якобы говорилось, что в Омской крепости заключённые готовы к побегу, но восстание начнется только после мятежа в Томске, потому что здешние пленники от России самые дальние. Судя по показаниям Вонсовича, среди военнопленных была даже мысль о всеобщем возмущении, о чём они сговорились ещё до прибытия их в Томск.
Вонсович передавал рассказ военнопленного Томаса Даманского, который якобы слышал, что из четырёх тысяч военнопленных, отправленных из России, две тысячи прибудут в Томск. Можно полагать, по его мнению, что пленные нарочно оказали неповиновение, чтобы, будучи сюда высланными, увеличить здесь собою число заговорщиков, и тем по возможности обеспечить успех задуманного бунта.
В связи с этим военнопленные сообщили Вонсовичу о том, что некто Венецкой Орест Гаврилович уехал из Томска в Россию, и по пути будет рассказывать об их намерении. В следственном деле приведена ссылка на некоего Венецкого Ореста Гавриловича, который действительно уехал из Томска в Санкт-Петербург и был задержан в пути, но сумел скрыться и продолжить свою поездку между городами. Об этом лице в следственном материале имеется такая справка:
Томская городская полиция от 12-го марта 1814 года донесла томскому гражданскому губернатору, что компаньон содержателей питейных сборов, коллежский советник Орест Венецкой вопреки запрещению ему выезда, тайно выехал из города 9-го марта, оставив на имя губернатора письмо, датированное 12-го марта числом когда губернатор и получил упомянутое письмо.
Венецкой писал, что уезжает в Санкт-Петербург. Полученные о нём полицией сведения подтверждают, что он легко обходил облавы. Но в Екатеринбурге он был задержан и отправлен в Пермь. В Перми он бежал и тайно выехал в Петербург, наконец задержан он был в Костроме и отправлен обратно в Томск через Новгород.

## Подготовка
Бенедикт Зевельт познакомил Вонсовича со ссыльным Семёном Драгочинским, которого он рекомендовал как человека, умеющего изготавливать трубы для конницы и лить пушки. По словам Вонсовича, Драгочинский подтвердил, что он действительно это умеет, а также и то, что он готов участвовать в заговоре. Позже Вонсович заказал ему две трубы, причём между ними вёлся разговор о количестве материала и денег, которые на это потребуются.
Драгочинский же на допросе заявлял, что Вонсович просил его сделать драгунскую трубу, и ни о каком заговоре ему ничего было неизвестно.
Вонсович также завербовал старика Игнатия Тишевского, который был работником у Франциска Чернецкого. Тишевский обещал Вонсовичу набрать отряд конных ссыльных численностью до двухсот человек, но он оттягивал исполнение своего обещания под предлогом продолжительной зимы. Из допроса Тишевского следует, что Чернецкий посоветовал ему не лезть в это дело, несмотря на то, что он дал обещание.
По различным показаниям было установлено, что военнопленные довольно часто собирались, в тресихском питейном доме. Здесь бывал и Вонсович. В этом же доме на одних сенях помещалась ещё и харчевня, содержавшаяся поляком Йозефом Савицким. Харчевню пленные также навещали нередко, а иногда даже развлекались здесь танцами и музыкой. Участвовал ли Савицкий в заговоре, неизвестно. Но, во всяком случае, владея польским языком, по мнению Вонсовича, он мог слышать и понимать разговор поляков.
Собирались поляки не только в питейном доме, но и у Вонсовича. Частые посещения дома Вонсовича находили самое естественное объяснение, ряд свидетельских показании доказывает, что эти посещения так именно и объяснялись, не вызывая особенных подозрений. К тому же приблизительно до апреля поляки нечасто ходили к Вонсовичу.

## Вербовка
Вонсовичу удалось завербовать Павла Костовского, Ивана Михайловского, Василия Бубнова, Николая Должникова, Гавриила Третьякова и иностранца Свитульского. Они же в свою очередь старались привлечь в ряды заговорщиков других лиц. Так, Костовский якобы пригласил 15 человек, Бубнов — 8, Должников — 30, Третьяков — 15.
Для регистрации заговорщиков у Вонсовича имелась тетрадь, полученная, по его словам, от военнопленных через Барановского, который, явившись рано утром 1 мая, взял эту тетрадь у Вонсовича обратно под предлогом, что она нужна для сличения количества заговорщиков, причём Барановский советовал Вонсовичу уйти из города и скрыться на неделю или более.
Лиц, которых Вонсович хотел привлечь к заговору, он иногда просто зазывал к себе домой, угощал вином, начинал разговор на интересующую его тему, почти вовсе не интересуясь, каких взглядов придерживается его собеседник. Так было с Василием Бубновым, Иваном Михайловским и почти то же самое было по отношению к Павлу Костовскому.
Михайловский в своих показаниях утверждает, что Вонсович сначала осведомился у него, католик ли он, и, получив утвердительный ответ, сразу спросил его, хочет ли тот выбраться из Сибири, и затем тут же открыто стал убеждать его присоединиться к заговорщикам. Когда Михайловский согласился, то даже Бубнов, присутствовавший при этом, упрекнул Вонсовича в излишней неосмотрительности, сказав: «Эх, Вонсович, делал бы, что делаешь, а на что говорить?».

## Планы заговорщиков
Восстание было назначено на 9 мая 1814 г. Этот день был выбран не случайно: 9 мая томское население готовилось торжественно встретить церковный праздник в честь святого Николая Чудотворца. Предполагалось, что когда жители будут заняты крестным ходом, с которым принесут в город образ святителя, пленные поляки к вечеру постараются унести ружья и амуницию от тех русских солдат, с которыми они стоят в одной квартире. К ночи все заговорщики должны были собраться в лесу. С наступлением темноты, когда народ уляжется спать и всё утихнет, ночью предполагалось выступить в город. По плану поляки должны были разбиться на несколько отрядов. Один отряд должен был укрыться у моста, другой вблизи гауптвахты, чтобы наблюдать за ней, третий отряд должен был отправиться к рабочему дому, где многие из рабочих, будучи уже заранее привлечены к участию в заговоре, должны были примкнуть к восставшим. Затем, после обмундирования и вооружения рабочих поляки должны были идти к тюремному острогу для освобождения каторжников, которые также должны были присоединится к заговорщикам.
Для обеспечения успеха дела заранее в караул у тюремного острога предполагалось поставить тех русских солдат, которые сочувствовали восставшим.
Отсюда несколькими отрядами по плану они должны были двинуться к батальонному цейхгаузу за оружием и боевыми припасами, захватив там оружие и порох. В это время другой отряд по распоряжению главного начальника должен был арестовать полицейских, всю администрацию, завладеть казначейством, учредить взамен собственную канцелярию и гауптвахту, первую в здании уголовного и гражданского суда, а вторую там, где помещается казначейство.
На выездах в Тобольск и Иркутск предполагалось расставить свои караулы, чтобы прервать всякое сообщение с городом и никого из него не выпускать, арестовывать даже почту. После снятия караула у главной гауптвахты у чиновников должны были быть отобраны мундиры и шпаги. После этого мятежники должны были ожидать дальнейших распоряжений руководителя. В дальнейшем бунтовщики, в случае удачи их восстания, намеревались выйти из Томска, предварительно захватив с собой поставленные на лафеты пушки, и направиться к Казани, они надеялись, что по мере их хода к ним будут присоединяться и другие. После этого они собирались взять Казань и двинуться на помощь Наполеону, который, по их мнению, с четырьмя армиями должен был вступить в Россию.

## Попытки поляков связаться с другими ссыльными в Сибири
В распоряжении следствия оказалось письмо, написанное Винцетием Щепановским под диктовку Барановского, предполагавшего переслать это письмо через рядового Лапшина унтер-офицеру омской крепости Спасскому:
Любезный друг,
В надежде старой с тобой дружбы и знакомства ещё в Варшаве, вынуждаюсь ныне просить тебя сделать одолжение, не отказать сообщить о ваших похождениях и сведениях, которые в настоящее время для нас, в таком отдалении находящихся, чрезмерно нужны, т. е. относительно обращения с вами, обхождения и соглашения по принятию присяги и т. п. известных тебе обстоятельств. Ибо у нас в Томске говорят, что в скором времени имеет быть заключён с Россией мир, и что мы будем выпущены на свободу, другие же говорят, что нас в заводы, а иные утверждают, что мы имеем быть обращены в домы. По сим неверным разглашениям мы не имеем никакой достоверности, ни отданы; на против того, вы, находясь там в большем числе, можете, иметь скорее вернейшие сведения, о которых нам не замедли доставить сведения, ибо сия вещь для всех нас есть интересна. Но ты, как мы слышали, находишься теперь в больнице и ежели не можешь своеручно к нам написать, то сделай одолжение, постарайся хотя через кого другого, и сколько можно обстоятельней. У нас из 93 человек только 22 принять присягу осмелились. Что объяснивши, присоединяю уверение. Высокого почтения, Войцех Барановский.
При сём и я, по старому знакомству, ходивши вместе с тобою на варшавское пиво и служивши в одной роте, то есть капитана Хижа или Гижа, присоединяюсь. В. Щепановский.
Несмотря на то, что следственные власти были настроены крайне подозрительно к этому письму и готовы были в каждой строке видеть скрытый смысл, оба автора давали вполне удовлетворительные объяснения. Особенно интригующей казалась фраза, в которой Барановский просит сообщить ему сведения относительно обращения с омскими пленными, обхождения и соглашения по принятию присяги, но и эта фраза была объяснена.
По поводу этого письма в омскую крепость был послан запрос генерал-лейтенанту, инспектору 30-й дивизии Глазенапу. По приказанию последнего у Спасского был произведён обыск, но ничего компрометирующего на него не было найдено.

## Раскрытие заговора
30 апреля 1814 года один из томских ссыльных, Павел Костовский, сообщил отставному капитану Лобачевскому, бывшему томскому частному приставу, что некий ссыльный Мартын Вонсович попытался вовлечь его, Костовского, в противоправительственный заговор. По его словам, дело происходило так: 29 апреля Костовский вышел из своего дома на рынок и, едва спустился с Соборной горы к магистрату, как встретил своего знакомого Вонсовича. Между ними завязался оживлённый разговор, в котором Вонсович убеждал его примкнуть к их организации. «До которых пор нам здесь жить?» — говорил он. — «Надобно стараться отсюда освободиться. Средство к этому придумано: человек 600 уже есть согласных с поляками и французами, находящимися в Томске». Далее Вонсович ознакомил Костовского с планами заговорщиков, рассказал многие подробности и назвал день, когда должно было произойти восстание.
Убеждая Костовского присоединиться к общему числу заговорщиков, Вонсович в то же время рекомендовал ему вести энергичную агитацию в этом же направлении и среди остальных ссыльных. Как сообщал Глазенапу командующий Тобольским гарнизонным полком подполковник Кемпен (он находился с батальоном своего полка в Томске), в 5 часов утра 1 мая к батальонному адъютанту явился рядовой батальона Василий Текутьев и объявил «по изветам», сделанным ему накануне того дня вечером отставным капитаном Лобачевским и неизвестным ему по имени поселенцем, что зачисленные в батальон пленные поляки из наполеоновской армии (их состояло на службе 93 человека) и «жительствующие в городе разного рода поселенцы» готовят заговор «на произведение в городе бунта», в котором всего участвуют до 600 человек. Собрания заговорщиков будто бы происходят у ссыльного поляка Мартына Вонсовича.
Получив столь тревожную информацию, Кемпен вступил в контакт с томским гражданским губернатором Д. В. Илличевским, и приказал отобрать письменные показания от Текутьева. Одновременно Лобачевский также подал письменный донос губернатору. В отношении к Глазенапу от 15 мая Илличевский пишет, что заговор был раскрыт мещанином из отставных Костовским, которого пытался привлечь к заговору Вонсович, — именно Костовский был информатором Лобачевского.
Впрочем, попытка военнопленных устроить бунт и освободиться из Сибири казалась настолько невероятной, что томский гражданский губернатор, как видно из его отношения от 5 мая 1814 года к Кемпену, поначалу даже не придал сообщениям об этом серьёзного значения. Илличевский писал Кемпену, что, согласно полученным сведениям, пленные поляки, присланные в гарнизонный батальон в Томске, часто собирались в доме у Мартына Вонсовича, приписанного в томское мещанство с 1808 года «и пересказывали о вторжении французов в Россию и в Москву и выдумывали, и прибавляли к тому многие небывалые происшествия, сплетни и многие нелепые басни, отчего будто даже они помышлять начали об освобождении из плена, хотя все это не имеет ни достоверности, ни основания». «По всем обстоятельствам и по всем примечаниям о Вонсовиче, — писал губернатор, — едва ли можно дать веру, чтобы могло быть какое предприятие на таковое покушение, ибо и в доме его при самом строгом обыске» ничего подозрительного не было найдено. Впрочем, на всякий случай Илличевский предупреждал командующего батальоном, чтобы он не делал «полного доверия» находящимся в его подчинении полякам. Особое внимание губернатор просил обратить на поведение Хлоповича, двух Барановских и Шульца, имена которых назвал на допросе арестованный и подвергшийся обыску Вонсович; других приходивших к нему он не помнил. Вместе с тем, Илличевский предлагал Кемпену, допросив этих четверых пленных, узнать, не велось ли у Вонсовича каких-то разговоров об освобождении пленных и ссыльных из Сибири и не обсуждались ли на этот предмет планы. Копии допросов губернатор просил представить ему. Илличевский сообщил также, что сделал надлежащие распоряжения «в рассуждении всех ссыльных, здесь проживающих», чтобы «и вовсе не допустить возникнуть и самомалейшим нелепостям, основанным на разврате, и пресечь даже неосновательные мысли и слухи». Одновременно губернатор предлагал Кемпену принять меры предосторожности и со своей стороны, в частности, приказать, чтобы пленные поляки в батальоне «не могли иметь при себе ружей вечером и ночью», никуда не отлучались без надзора офицеров и унтер-офицеров, не собирались одни, особенно в ночное время, а «во всякое время находились совместно с ними и русские солдаты и высшие чины». Прося усилить наблюдение за поляками «единственно из предосторожности», Илличевский одобрил практиковавшееся и ранее Кемпеном размещение по квартирам поляков совместно с русскими солдатами. В заключение губернатор сообщал также о «примеченных» слухах, согласно которым поляки намерены «произвесть в городе пожар, и воспользоваться сим нещастием». Всех, кто распространяет эти слухи, губернатор приказал «брать в полицию яко вредного разглашателя» и просил со своей стороны и Кемпена пресекать подобные разговоры, «дабы в народе не распространялись пустые страхи». «Все об оных пленных поляках заключаемое оказалось неверным и ложным, так как до сих пор никаких основательных, и никаких вовсе даже видов не замечено»- оценивал ситуацию глава гражданской администрации.
Однако на следующий день позиция губернатора претерпела некоторые изменения. 6 мая он сообщил Кемпену, что «для совершенного узнания, справедливо ли сделан извет или в сем деле сокрыт какой другой источник», возникла необходимость допросить многих людей и «учинить полное исследование». Следствие он поручал комиссии из нескольких чиновников. В неё были назначены главный при водворённых поселенцах смотритель надворный советник Потьмицын, правящий должность губернского уголовных дел стряпчего титулярный советник Михновский и томский городничий титулярный советник Тимашев. Просил губернатор Кемпена назначить к следствию и «депутата» от военных. В комиссию Илличевский препроводил допросы взятые от изветчиков, Вонсовича, а также от других людей, выступавших как свидетели. Туда же губернатор просил Кемпена передать показания солдата Текутьева, а также четырёх упомянутых выше подозреваемых из пленных.
По мере расследования, тревога губернатора однако заметно нарастала. 12 мая основываясь на сведениях, «открывшихся в сей день», Илличевский просил Кемпена взять под строгий караул и содержать порознь двух Барановских, двух Зелинских, Думинского, Шульца, Коноповича, «какого-то называвшегося барабанщиком, состоящего в числе рядовых по прозванию неизвестного, и унтер-офицера, роста низкого, толстенького, носившего по приходе в Томск красные брюки, но также по прозванию неизвестного». Кроме того губернатор предлагал военным устроить у этих лиц совместно с городничим обыск среди книг и бумаг, поскольку Барановский взял у Вонсовича утром 1 мая тетрадку (ранее данную Барановскими Вонсовичу) для вписывания «сообщников, приглашаемых к производству возмущения, в которой и были уже начальными буквами обозначены некоторые имена».
Наконец 14 мая Кемпен, осознав серьёзность дела, решился сообщить о нём своему непосредственному начальнику генерал-лейтенанту Глазенапу. Долгое молчание он объяснил тем, что поначалу сообщения Лобачевского и Текутьева «не могли иметь и малейшего вида правдоподобия и казались быть единственною нелепостью и пустым разглашением развратных людей». Препроводив к генералу свою переписку с Илличевским, он сообщил, что все требования губернатора им выполнены: в следственную комиссию назначен батальонный адъютант поручик Волосников, сменённый затем на подпоручика Федосеева, и принят комплекс мер по усилению надзора за служащими в батальоне поляками. Всем командирам было предписано усилить за поляками контроль, не допускать между ними «никаких сношений», а тем более толков. Был введён запрет на отлучку пленных с квартир без «особенного присмотра». Приказано принять такие же меры предосторожности и подполковнику Нараевскому, командовавшему батальоном Тобольского гарнизонного полка в Тобольске. В Томске Кемпен решил увеличить караулы, особенно в остроге и на гауптвахте, учредив даже новые посты. Ружья от всех поляков были отобраны, и отныне могли выдаваться только на время учений. В каждой роте было приказано назначить дополнительно по 24 человека для несения пожарной охраны, предписав им ходить по ночам в дозор с ружьями и патронами. В рапорте Кемпен подтвердил, что всегда соблюдал практику расположения пленных на квартирах вместе со старыми и «порядочного поведения» рядовыми.
15 мая к Глазенапу писал и Илличевский. Сообщив, что поляки организовали заговор и стремились привлечь к нему ссыльных для совместного освобождения из Сибири, губернатор добавил ряд подробностей. Инициаторами заговора, по его мнению, были военнопленные поляки, которые решились на это предприятие ещё на пути в Сибирь. Вонсович же был избран ими для ведения пропаганды среди ссыльных. Выступление должно было произойти в Томске, а также в Омске и других крепостях, куда были направлены на службу польские пленные. Вонсович показал, что польский солдат Конопович имел из Омска письмо, писанное секретными чернилами, «о согласии сделать возмущение». В ходе бунта, помимо захвата ружей, на квартирах батальонных солдат, занятия острога, цейхгауза и гауптвахты, предполагалось взять казначейство, арестовать чиновников, учредить своё начальство, пресечь пути сообщения и действовать затем по приказаниям своего начальника, «которого лице состоит ещё в неизвестности». Как сообщал губернатор, который лично участвовал в допросах, все названные на следствии соучастники, уже арестованы. Илличевский подчёркивал необходимость сотрудничества военных и гражданских властей в расследовании заговора. Он изъявлял готовность участвовать в допросах пленных, просил Глазенапа принять меры против поляков «для пресечения злодейственного преднамерения» в Омске и других крепостях и, в частности, попытаться открыть связи, существовавшие между томскими и омскими пленными — в первую очередь переписку. В заключении губернатор сообщал о принятых совместно с Кемпеном мерах к сохранению спокойствия в городе, а также спрашивал мнение командующего войсками на Сибирской линии о возможности ужесточения условий содержания пленных в Томске, поскольку «все они вообще подозреваются»
23 мая 1814 года находившийся в Омске Глазенап, получив сведения от Илличевского и Кемпена, отправил рапорт управляющему Военным министерством Горчакову. Сообщив кратко о происшедшем, он отметил, что, по его мнению, причиной заговора являются «посеянные в тех пленных ещё в городе Ишиме гражданскими чиновниками мысли о свободе от военной службы». Эта версия отражает противостояние военных и гражданских властей, о котором уже говорилось. Командующий войсками поставил управляющего министерством в известность также о ряде своих распоряжений. Так, Глазенап предписал командующему омским гарнизонным полком подполковнику Безношкину и и. д. войскового старшины при Сибирском линейном казачьем войске лейб-гвардии Драгунского полка штабс-капитану Броневскому принять соответствующие меры предосторожности. Обещал он подтвердить необходимость исполнения соответствующих правил и всем прочим воинским начальникам. Список предписанных мер, полностью совпадает с тем, что уже предпринял Кемпен. Таким образом Глазенап лишь санкционировал действия своего подчинённого, расширив географически сферу их действия. Только в отношении Омской крепости была предпринята особая мера — возвращающихся из плена домой польских офицеров Глазенап приказал провозить мимо крепости «заречною стороною на большую трактовую дорогу», чтобы не допустить контактов с находящимися на службе соотечественниками (нижними чинами). В целом же Григорий Иванович выражал надежду, что благодаря принятым предосторожностям возмущения не произойдет.
Когда Вонсовича пришли арестовывать, то его не оказалось дома. Данные следствия рисуют такую картину: рано утром 1 мая Вонсович был разбужен своей женой, которая сообщила ему, что пришёл его знакомый Емельян Сирин и хочет с ним поговорить по какому то важному делу. Ради чего именно приходил Сирин, следствию так и не удалось установить, по словам же самого Сирина он пришёл получить долг. После этого Вонсович одевшись в сюртук, в накинутом по верх капоте, ушёл из дому, объяснив, что ему необходимо отыскать свою лошадь.

## Арест Вонсовича
В течение четырёх дней Вонсович скитался по окрестностям Томска. Прежде всего он отправился в деревню Воронину, но, несмотря на то, что до неё было всего 14 вёрст, он появился там только в сумерках. Увидев горящие костры около леса, где местные крестьяне обжигали уголь, он пошёл на огонь. У костра Вонсович нашёл за работой двух крестьян, в одном из которых он узнал своего знакомого, Герасима Михайлова. Удовлетворяя их любопытство, он рассказал, что поехал верхом на лошади искать корову, но лошадь, сбросив его, убежала. Затем Вонсович из-за позднего времени расположился около угольной кучи ночевать вместе с крестьянами под открытым небом. Поутру он опять ушёл на поиски лошади, и только к вечеру возвратился снова в деревню Воронину. 3 мая отсюда он отправился уже дальше в деревню Посниково. По собственному признанию Вонсовича, он с утра до самого вечера бродил по снегу, весь обмок и, измученный и усталый, нашёл наконец приют у одного крестьянина, где он мог обсушиться и отдохнуть. 4 мая он был задержан. Арестованный беглец был отведён в Томск и передан казачьему караулу.

## Следствие
Для производства следствия по этому делу была составлена комиссия. В неё вошли со стороны гражданских властей: главный смотритель водворения поселенцев Потылицын, губернский стряпчий Михновский и томский городничий Тимашев, а со стороны военных властей: подпоручик Федосеев. во главе комиссии в роли председателя состоял томский гражданский губернатор Д. В. Илличевский. Когда следствие было закончено и добытый ими материал был доставлен сибирскому генерал-губернатору И. Б. Пестелю, то последний, ввиду необыкновенной важности дела, 20 октября 1814 года отослал его к главнокомандующему в Санкт-Петербург с подробным изъяснением всех обстоятельств заговора и с запросом, вести ли судопроизводство обычным судебным порядком, или на этот счёт будут даны какие-либо другие особые указания. Главнокомандующий, осведомившись о мнении комитета министров, возвратил дело для постановления приговора в томскую губернскую уголовную палату, с тем, чтобы потом, не приводя приговора в исполнение, препроводить весь следственный материал в Правительствующий сенат. Так и было сделано.

## Манифест заговорщиков
Неизвестно, к каким бы выводам пришло следствие по этому делу, если бы на имевшийся следственный материал не был пролит новый свет, благодаря находке манифеста заговорщиков. Косвенной виновницей этого обстоятельства оказалась квартировавшая в доме Вонсовича солдатка по имени Фекла Кузенева. Вместе с прочими жильцами она намеревалась переменить квартиру, но, по просьбе больной Токмачевой, продолжавшей жить в доме Вонсовича и после ареста домовладельца, она согласилась на некоторое время остаться.
Однажды, находясь в поисках дров во дворе, под сараем она нашла тетрадку. О находке Кузенева сообщила жене Вонсовича, которая стала возмущаться. Жена Вонсовича хотела забрать тетрадь себе, но Кузенева не отдала её, и на предложение сжечь тетрадь в печи не согласилась, а, отправившись в часть, отдала находку городничему. Эта была та самая тетрадь, которая, по рассказам Вонсовича, была у него взята 1 мая Барановским. В ней был помещён манифест.
То, что тетрадь с манифестом оказалась в руках следствия, было неприятной неожиданностью для Вонсовича. Так или иначе, но ему пришлось теперь дать на этот счёт свои объяснения. Он рассказал, что эта тетрадь прислана ему от военнопленных через Войцеха Барановского и попала в его руки следующим путём: однажды один незнакомый ему ссыльный от имени военнопленных пригласил Вонсовича в тресихинский питейный дом. Явившись туда, Вонсович застал там большую группу военнопленных поляков численность около пятидесяти человек, среди которых у него оказался только один знакомый, Барановский. Поляки пили вино с возгласами «Виват, Наполеон».
Здесь Вонсовичу показали манифест, написанный на французском, с которого тут же предложили сделать перевод на польский.
Из осторожности Вонсович отказался сделать это в харчевне, и вскоре после вечерней зари ушёл домой. Только спустя неделю к Вонсовичу пришёл Барановский, под диктовку которого и был написан Вонсовичем русский перевод манифеста в тетрадь для записи заказчиков.
Барановский советовал Вонсовичу распространять перевод манифеста секретно среди ссыльных для склонения их к заговору. Некоторым ссыльным Вонсович успел показать этот манифест. К своим объяснениям Вонсович сделал ещё интересное добавление о том, что в этой тетради имена заговорщиков обозначались буквами. Все участники заговора кроме Вонсовича и Николая Должникова отрицали, что им было что-то известно о существовании манифеста. Манифест этот гласил следующее:
 Манифест Его Императорского Величества Н. Б.
Повелел истребить противное Богу. Сверх обыкновенно и изданным законам, но через республики повелено в точности опровергнуть правление. Одним словом:
1. Позволяется всякому, князю, графу, дворянину, купцу, мещанину и крестьянину, во всяком звании народа, — торговля без пошлин или купцов гильдейских.
2. Повелеваем подушных денег от публикования с сего не платить.
3. Курка вина: словом, всякому вольно курить, также пивом и солью без денег имеют пользоваться, ибо от Адамова колена взяты, и все должны быть равны.
4. Да храму Божьяго, как кто верил по прежнему, то так и верить дозволяет, кроме любодеяния не позволяет, но и праздненство всякий может по закону, которому во время литургии молить Бога за Наполеона.
5. Из дворян и господ крестьян не будет иметь, словом, помимо найма, никто. Также в каретах шестью лошадьми всякий имеет право разъезжать.
6. Суд преступников судит по форме суда, через три дня по окончанию, в силу соборного уложения, не взирая ни на какое лицо.
7. Означенные суды по выбору по городам и уездам, сёлам и деревням, в роде магистратов, и то по выбору из лучших людей. В четвёртый день дела представить на рассмотрение губернскому города начальнику ко окончанию дела.
8. Днем или ночью, с дозволения, для увеселения позволяется иметь всякому в доме комедии, каморы, редуты и редутки и вечеринки, только с тем, что, в случае неспокойной компании, ссор или драк, то будет иметь право по губернскому городу гауптвахта забрать под арест для спокойствия, также и по уезду маистраты по сёлам и деревням.
9. Обывательский платёж со всякого звания и с дому контрибуций в годичное время 2 р. 50 к. кроме духовных и при церквах богадельщиков.
10. Повелено находить нужным гербовую бумагу для дачи договоров, или контрактов, или вексельных писем, расписок, на какой бы почтовой или голландской, на простой, только бы известна была в тех местах магистрату о заключении точность, также и от подачи пошлин приказов не имеет, и ни под каким видом никто не имеет требовать, кроме с виновного положено будет по уставу.
11. Имеет право уехать, кто куда пожелает, только с тем, чтоб иметь свидетельство от магистрата, о хорошем поведении путешественника, или от господина; и то только будет стоить, за написание заплатить.
12. Если бы кто по сим пунктам не наблюдал и смел бы быть ослушным и не хотел бы повиноваться или противоречил, то после того поступка не будет более жить двух дней.

## Приговор
Слушание дела началось 1 мая 1814 года и закончилось лишь 16 ноября 1817 года. Всего к суду было привлечено около 40 человек. Хотя Вонсовича согласно закону, как признанному виновным в «преступном злоумышлении и действии на вред государственный и в нарушении общественной тишины», положено было подвергнуть телесному наказанию, вырыванию ноздрей и клеймению, но высочайшим манифестом от 30 августа 1814 года ему была назначена ссылка в Нерчинск на вечную каторгу. Через год после снятия с Вонсовича допроса тот отказался от своих прежних показаний. Когда же на суде его заставили их выслушать, он с грубостью отвечал: «Если судьям угодно слушать, то пускай слушают, а я слушать и знать ни о чём не хочу». Прежние свой показания Вонсович объяснял как вынужденные пристрастными допросами частным приставом Воронковым, который якобы подвергал Вонсовича пыткам. Вонсович рассказывал, что Воронков приковал его к стене короткой цепью так, что невозможно было сидеть, бил его по голове кулаками. Суд, признав все обвинения в адрес Воронкова клеветой, постановил меру наказания Вонсовичу за его новые проступки усилить, и помимо ссылки его в Нерчинск, дать ему ещё 136 ударов плетьми.
Участвовавших с Вонсовичем в заговоре, но не донесших правительственным властям Свитульского и ссыльных Михайловского, Должникова, Тишевского и Чернецкого суд приговорил сослать на каторжную работу, но от телесного наказания, согласно манифесту от 30 августа, избавить.
Военнопленных поляков Войцеха Барановского, Павла Зеленского, Иосифа Коноповича, Андрея Пионтковского и Венцетия Щепановского за участие в заговоре сослали в отдалённые места Иркутской губернии на поселение без телесного наказания; были оставлены в сильном подозрении, как люди неблагонадёжные, сомнительные и опасные.
Что касается остальных военнопленных, привлёченных по этому делу: Барановского, Срединского, Малышко, Матеуса Ольшевского и Вольчука, то их решено было возвратить в свои дома и впредь держать под надзором томской полиции.
Ссыльные Зевельт и Бубнов были сосланы на поселение в отдалённые края Иркутской губернии, а Сергеев, Третьяков и Будыгин — в отдалённые места Томской губернии точно так же, как Хныков и Петров. Савицкого, Стеллова, Видгора Гершовича, Курганского, Сирина, сыновей Чернецкого Фёдора и Иосифа, и жён ссыльных Прасковью Вонсович и Чернецкую суд постановил освободить, оставив под особым наблюдением полиции. Драгочинский был выслан из города. Павла Костовского суд постановил же совершенно не подвергать никакому наказанию.
Причастные к заговору военнопленные: Доманский, Вербицкий, Пацевич, Дмуховский и Христанчук, за недостатком улик были оправданы.
Этот приговор, прошедший через Правительствующий сенат и Государственный совет, в окончательном виде был утверждён императором Александром I 16 ноября 1817 года.

## Участники заговора и краткие сведения о них, кто за что был осуждён к ссылке в Томск
- Павел Костовский, из церковников Тверской губернии, за самовольную отлучку из семинарии, без наказания.
- Емельян Сирин, из крестьян Черниговской губернии, за воровство пчёл, с наказанием плетьми.
- Мартын Вонсович, из Виленской губернии, уроженец Минской, из шляхтичей.
- Бенедикт Зевельт, из мещан Минской губернии, за кражу разных вещей на сумму свыше 100 рублей; с наказанием плетьми
- Семён Драгочинский, польский уроженец, был на русской военной службе сержантом, за изготовление фальшивого паспорта наказан кнутом с вырезанием ноздрей и клеймованием; был 13 лет на каторжной работе, а по освобождению остался в качестве поселенца.
- Василий Бубнов, от помещицы Рязанской губернии Воейковой, в зачёт рекрута.
- Игнатий Тишевский, из Подольской губернии, за развратное поведение и пьянство, без наказания.
- Николай Должников, из унтер-офицеров, Тульской губернии, за потерю данных на отставку двух паспортов, без наказания.
- Иван Михайловский, из шляхтичей Виленской губернии, за покупку краденного тулупа, с наказанием лозами.
- Тарас Сергеев, из крестьян Рязанской губернии, за неповиновение своей помещице, без наказания.
- Гавриил Третьяков, звание и преступления неизвестны.
- Влас Хныков, из Вятской губернии, лишён чинов и дворянства за несоответственные поступки.
- Михаил Тарновский, из мещан Подольской губернии, за воровство денег, с наказанием плетьми.
- Гавриил Будыгин, из крестьян Могилёвской губернии, за укрывательство и побег, с наказанием плетьми.
- Шай Лейбович, еврей из Виленской губернии, за воровство, с наказанием плетьми.
- Шлойма Гершович, из мещан. Малоросс[источник не указан 4770 дней]. Черниговской губернии за воровство муки и лошади, с наказанием плетьми.
- Иосиф Савицкий, из крестьян Минской губернии, за воровство и бродяжничество.
- Евдоким Петров, из церковнослужителей Тверской губернии, по подозрению в краже денег, без наказания, был в Сибири, причислен в крестьянское звание.
- Георгий Стеллов, из крестьян Новгородской губернии, за кражу денег, побег и смену имени, с наказанием плетьми.
- Франциск Чернецкий